# 假面騎士聖刃外傳 假面騎士Sabela&假面騎士Durendal
《假面騎士聖刃 假面騎士Sabela&假面騎士Durendal》為《假面騎士聖刃》與東映與TTFC合製的第三部外傳劇集。

## 本作特色
- 本作的時間點位於《假面騎士聖刃》本篇最終章的一年後。[1]
- 本作繼《假面騎士Specter×Blades》後，第二部以兄妹當作主角的外傳作品。

## 本作用語
名門貴族
與神代家族一同作為隸屬「真理之劍」的親信之一。

## 登場人物
神代玲花（安潔拉芽衣飾）
假面騎士Sabela的變身者。
神代凌牙（庄野崎謙飾）
假面騎士Durendal的變身者。
尾上亮（生島勇輝飾)
尾上晴香（中島亞梨沙飾）
尾上空（番家天嵩飾）
緋道蓮（富樫慧士飾)

### 本作登場人物
御手洗淚（矢崎広飾)
天邪鬼梅基多的變身者。
「真理之劍」名門貴族之一，與神代家並列的名家御手洗家的成員，對神代玲花提及親事。

## 本作登場怪人
| 日本原文名字 | 中文名字     | 英文名字         | 登場章節 | Alter Ride Book | 身高 | 體重 | 特色 / 能力 | 備註                                             |
| ------------ | ------------ | ---------------- | -------- | --------------- | ---- | ---- | ----------- | ------------------------------------------------ |
|              | 天邪鬼梅基多 | Amanojyaku Megid |          | 天邪鬼          | cm   | kg   | 格鬥 / 能量 | 御手洗琉生使用特殊的改造駕馭書變化而成的梅基多。 |

## 演員
- 神代玲花 - 安潔拉芽衣
- 神代凌牙 - 庄野崎謙
- 尾上亮 - 生島勇輝
- 緋道蓮 - 富樫慧士
- 尾上晴香 - 中島亞梨沙
- 尾上空 - 番家天嵩
- 緋道蓮 - 富樫慧士

## 外部連結
1. ↑  .   [2023-03-10]. （原始内容存档于2023-03-15）.